# メギツネ
「メギツネ」は、BABYMETALの2ndシングル。

## リリース
当シングルは、2013年4月1日のウェブ上で6月にリリースされることがアナウンスされ、2013年6月19日にトイズファクトリー（BMD FOX RECORDS）から初回生産限定盤“キ”盤、“ツ”盤、“ネ”盤と通常盤の4形態で発売された。初回生産限定盤のDVDには、2012年10月から2013年2月にかけて行われたワンマンライブ3部作「I、D、Z〜LEGEND」シリーズのライブ映像が各仕様ごとに2曲ずつ収録されている。また、全盤共通で7月14日に目黒鹿鳴館で開催されたプレミアムライブ「キツネ祭り」の参加応募抽選券が封入された。

## 音楽性
タイトル曲「メギツネ」
歌詞は、“生まれた時から女は女優よ…”というテーマを元に、様々な表情で力強く生きていく女性の物語を歌っているほか、サウンドは、硬派なヘヴィメタルをベースに、祭りや和楽器など“和”のフレーバーをミックスした和洋折衷な世界が表現されており、YUIMETALとMOAMETALが先導する“祭り”パートや、SU-METALが歌う演歌風メロディー、オマージュを盛り込んだブレイクダウンパートなど、バラエティ豊かな楽曲に仕上がっている。
通常盤カップリング曲「紅月-アカツキ-」
SU-METALのソロ曲で、本格的なメロディックスピードメタルとなっている。
初回盤カップリング曲「おねだり大作戦」
YUIMETALとMOAMETALのユニット「BLACK BABYMETAL」による、小悪魔系の歌詞をラップの掛け合いで歌うというBABYMETAL流のラップメタル。

## プロモーション
リリース前後の2013年5月から7月にかけて、メディアへの露出（コメント、インタビュー、ゲスト出演など）が行われ、6月4日放送のニッポン放送「ミュ〜コミ+プラス」では、「メギツネ」が初オンエアーされた。雑誌では、6月発売の「MARQUEEVol.97」で特集されたほか、7月発売の「ヘドバン」で巻頭特集が組まれた。また、タワーレコード（以下タワレコ）新宿店が実施しているアイドルとのコラボレーションポスター企画「NO MUSIC, NO IDOL?」の第34弾に起用された。
リリースイベントでは、6月22日にタワレコ渋谷店で発売を記念したヒット祈願イベントが行われ、愛知県豊川市のゆるキャラであるいなりんと共に「豊川いなり寿司」を奉納したほか、6月23日にはダイバーシティ東京プラザ・フェスティバル広場特設ステージにてフリーライブが開催された。

## 批評
音楽ライターの柴那典は、音楽WEBメディア『M-ON! MUSIC』で「メギツネ」について、「三味線と重低音ギターとシンセが飛び交い“それ！ それ！”の祭りのかけ声を混じえたイントロが象徴するように、サウンドはメタルコアと“和”の融合。CrossfaithやFear, and Loathing in Las Vegasあたりに通じるエレクトロ〜トランスの風味も強い。エヴァネッセンスのエイミー・リーを彷彿とさせるSU-METALの歌声の迫力も増しているし、「さくらさくら」のフレーズを転用して“キツネ キツネ ワタシハ メギツネ”と歌う中間部のブレイクダウンも刺激的だ。」と評価した。

## チャート成績
オリコンチャートでは、ウィークリーシングルランキングで初動2万2000枚を売り上げ7位にランクインした。

## ミュージック・ビデオ

### メギツネ
多田卓也がミュージック・ビデオ（以下MV）の監督を務めており、2013年6月4日にYouTube上のBABYMETALオフィシャルチャンネルで公開された。
MVの内容は、日本の伝統的な風景に馴染むメンバーの3人と、和楽器のバンド（キツネ楽団）が、共に能楽堂で激しく踊るパフォーマンスを行う、という対比が印象的な映像に仕上がっている。また、5月31日には同曲のトレーラーが先立って公開されており、キバタンのロビン君が原曲を聞きながらヘッドバンギングを行う、という内容になっている。

## ライブ・パフォーマンス

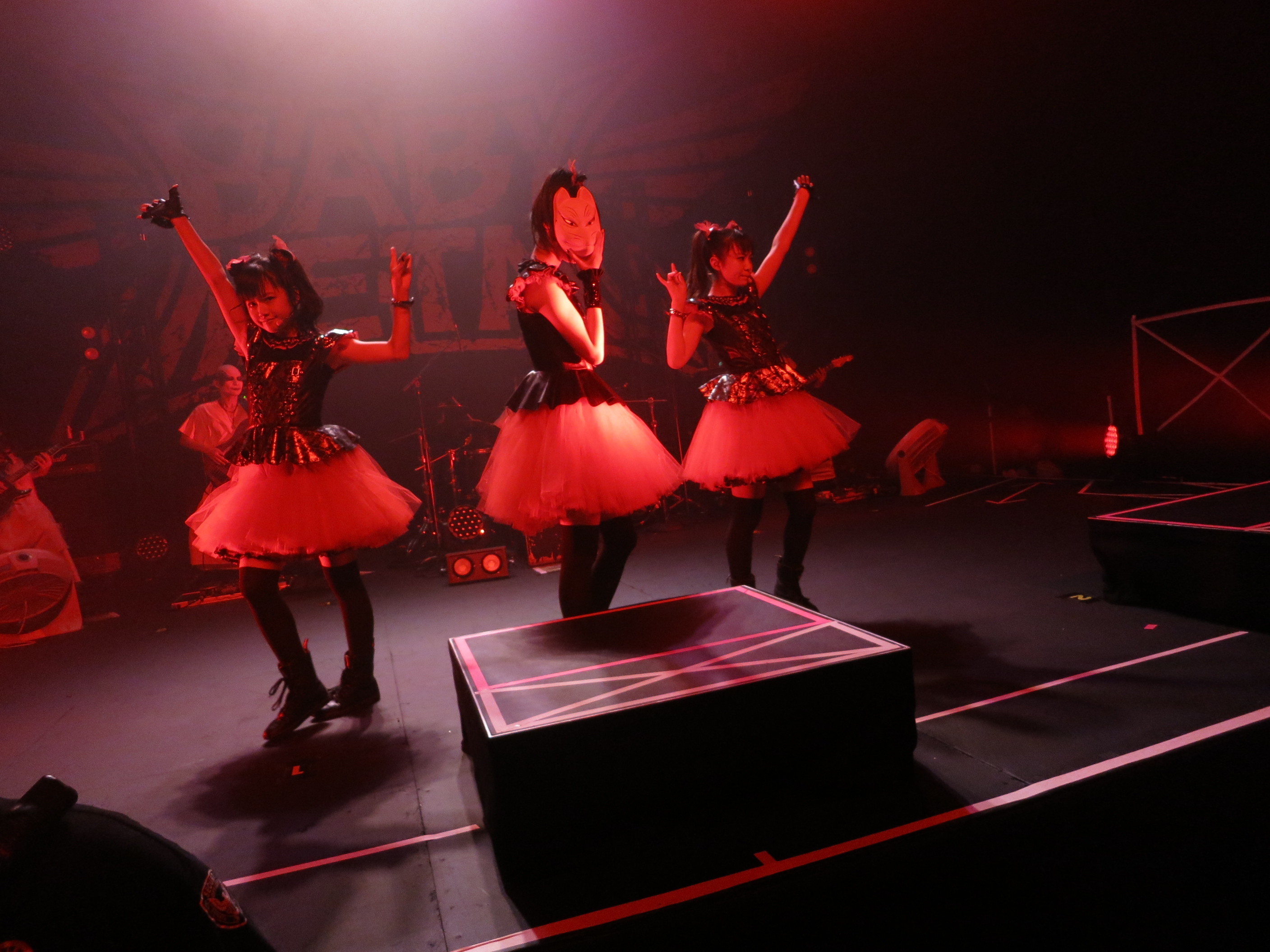
「メギツネ」のパフォーマンスの様子（2014年）

「メギツネ」は、テレビの歌番組では、2013年6月21日に放送の日本テレビ「ミュージックドラゴン」および、7月16日に放送のNHK総合「MUSIC JAPAN ANNEX」で披露された。また、2014年2月に台湾で開催されたソニックとのツーマンライブでは、同曲でコラボレーションを行っている。なお、ステージ上では、間奏部分でSU-METALが狐の面を顔の前にかざす一幕がある。
「紅月-アカツキ-」は、単独ライブでは必ず演奏されており、演奏時には、CD版のギターによるアルペジオのオープニング（由来はhide存命中の『紅』から）がピアノとヴァイオリン（由来はSUGIZO加入後の『紅』から）に置き換わったり、変調直後にSU-METALが「アカツキだーっ!!」（由来はToshlの「クレナイだーっ!!」）と叫んだりと、演出面でも『紅』を意識した要素が盛り込まれている。

## 収録内容

### 通常盤

#### CD・配信
1. メギツネ
作詞：MK-METAL・NORiMETAL、作曲：NORiMETAL、編曲：ゆよゆっぺ
朝日放送『ハッキリ5〜そんなに好かれていない5人が世界を救う〜』オープニングテーマ
2. 紅月-アカツキ-
作詞：NAKAMETAL・TSUBOMETAL、作曲：TSUBOMETAL、編曲：教頭
歌：SU-METAL
ギター・ベース：Leda
3. メギツネ（Air Vocal ver.）
4. 紅月-アカツキ-（Air Vocal ver.）

### 初回生産限定盤“キ”盤・“ツ”盤・“ネ”盤

#### CD
1. メギツネ
2. おねだり大作戦
作詞：中田カオス・RYU-METAL・FUJI-METAL、作曲：TEAM-K、編曲：TATSUO・KxBxMETAL
歌：YUIMETAL・MOAMETAL（BLACK BABYMETAL）
ギター・ベース：TATSUO

#### 初回生産限定盤“キ”盤 DVD
Live Clip 2012.10.6「I、D、Z〜LEGEND“I”」at Shibuya O-EAST
1. Overture〜ド・キ・ド・キ☆モーニング
2. ヘドバンギャー!!

#### 初回生産限定盤“ツ”盤 DVD
Live Clip 2012.12.20「I、D、Z〜LEGEND“D”SU-METAL聖誕祭」at AKASAKA BLITZ
1. BABYMETAL DEATH
2. 君とアニメが見たい 〜Answer for Animation With You

#### 初回生産限定盤“ネ”盤 DVD
Live Clip 2013.2.1「I、D、Z〜LEGEND“Z”」at Zepp Tokyo
1. Overture〜イジメ、ダメ、ゼッタイ
2. Catch me if you can

### 五月革命盤

#### CD
1. メギツネ
2. メギツネ -TEKINA Remix-
リミックス：DJ'TEKINA//SOMETHING

※ワンマンライブツアー「BABYMETAL DEATH MATCH TOUR 2013 -五月革命-」（全4公演）のチケット購入者のみに送付された限定盤（非売品）。ジャケットは全4種。

## カバー
- 石川綾子 - 2016年のアルバム『SAKURA SYMPHONY』でカバー[32]。
- RAISE A SUILEN［レイヤ（Raychell）］ - 2022年6月19日にゲーム『バンドリ! ガールズバンドパーティ!』に追加収録[33]。同年12月14日発売の『バンドリ！ ガールズバンドパーティ！ カバーコレクション Vol.7』でCD初収録。